# Corybas pictus
Corybas pictus är en orkidéart som först beskrevs av Carl Ludwig von Blume, och fick sitt nu gällande namn av Heinrich Gustav Reichenbach. Corybas pictus ingår i släktet Corybas, och familjen orkidéer. Inga underarter finns listade i Catalogue of Life.